# Ревансер
Ревансе́р (перс. روانسر‎, курд. Riwanser, сорани ڕەوانسەر) — город на западе Ирана, в провинции Керманшах. Административный центр шахрестана Ревансер.
На 2006 год население составляло 16 383 человека; в национальном составе преобладают курды (носители диалекта сорани).

## География
Город находится в северной части Керманшаха, в горной местности западного Загроса, на высоте 1 322 метров над уровнем моря.
Ревансер расположен на расстоянии приблизительно 55 километров к северо-западу от Керманшаха, административного центра провинции и на расстоянии 430 километров к юго-западу от Тегерана, столицы страны.

## История
Самые ранние свидетельства пребывания в окрестностях Ревансера человека, обнаруженные в пещерах Кулиян (Kuliyan) и Джаури (Jawri), относятся к периоду Среднего Палеолита. В ассирийских источниках город был известен как Nikkur, в документах селевкидской и парфянской эпох прилегающая к городу область известна как Awraman или Hawraman.
Вблизи города, в скале, высечена, украшенная барельефами, гробница, относящаяся к периоду правления династии Ахеменидов.